# Cariba Heine
Cariba Heine (Johannesburgo, Transvaal; 1 de octubre de 1988) es una actriz y modelo australosudafricana. Es conocida por haber interpretado a Rikki Chadwick en la serie juvenil australiana H2O: Just Add Water.

## Biografía
Nació en Johannesburgo, Sudáfrica. Es hija de Kevin Heine y Michelle Heine, tiene un hermano mayor llamado Kyle Heine. En 1991 emigró junto a su familia a Australia, a los 3 años.
Se casó con Matt Pongrass el 24 de junio de 2024. En diciembre de ese año anunciaron que estaban esperando su primer hijo.

## Carrera
Desde pequeña actuaba en teatros. Cariba fue la bailarina más joven que actuó en la Stargazers Convention celebrado en Sídney, Australia. Ha participado en muchas producciones escénicas, incluyendo una gira por los Estados Unidos donde actuaba en obras de teatro basadas principalmente en antiguos cuentos australianos, también ha formado parte de algunos cortometrajes en Australia.

### Como bailarina
Cariba inició su formación en ballet clásico, danza jazz, claqué, acrobacia y gimnasia rítmica y estudió actuación y canto en la National Capital Acting School. Bailó en la escuela de baile de su madre en Canberra, donde más tarde asistió al Telopea Park School y al Colegio de Santa Clara. 
Bailó con Dale Molloy durante 3 años y luego se tomó un descanso. Ambos se especializaron en Hip Hop y Funk y se volvieron a unir en Strictly Dancing, donde aprendió el baile latino.
Fue educada en casa para enfocarse en su carrera de baile y actuó en diversas producciones teatrales, incluida una gira por Estados Unidos, donde apareció en el videoclip de Will Young "Leave Right Now". Sin embargo, después de una lesión grave en la cadera, se dedicó temporalmente a la actuación.
Un hecho a destacar es que Cariba Heine fue la bailarina más joven en actuar en la Convención de Stargazers en Sídney, Australia.

### Como actriz
En el año 2003, Cariba Heine debutó como actriz en la serie Ballistic Sessions dando vida a Amanda. En 2005, participó en Strictly Dancing.

#### 2006-2010H2O: Just Add Water
Un año después, Cariba consiguió su primer papel protagónico en la exitosa serie juvenil H2O: Just Add Water, donde interpretaba a la sirena Rikki Chadwick junto a las actrices Phoebe Tonkin (Cleo Sertori en la serie), Claire Holt (Emma Gilbert en la serie) e Indiana Evans (Bella Hartley en la serie). Para prepararse para el papel, Cariba contrató a un entrenador personal de natación.
La serie fue un completo éxito no solo en Australia sino también a nivel internacional, ya que fue transmitida en 120 países con gran éxito de audiencias, convirtiéndose en un fenómeno mundial. Además, fue traducida a español, árabe, griego, polaco, ruso, italiano, portugués y francés. Actualmente,  H2O: Just Add Water es la serie australiana más exportada a otros países.
Entre 2006 y 2010, mientras rodaba la serie, participó en otros proyectos como en Psych (2006, interpretando a Maggie O´Hara), Stupid Stupid Man (2007), la tercera temporada de Blue Water High (2008, interpretando a Bridget Sánchez) y A Model Daughter: The Killing of Caroline Byrne (2009, interpretando a Caroline Byrne). En 2010, participó en la película Bait en 3D donde se reencontró con su coprotagonista en H2O: Just Add Water, Phoebe Tonkin.
En el 2010, participó en la serie Dance Academy donde interpretó a Isabelle, papel que interpretó nuevamente en el 2013. Ese mismo año apareció en la miniserie The Pacific donde dio vida a Phyllis y dio vida al personaje de Katie Hill en la serie The Future Machine.

#### 2011-presente
En 2011 se unió al elenco de la película indie Lord of the Crows y un año después apareció en la miniserie Howzat! Kerry Packer's War donde dio vida a Delvene Delaney.
En el año 2015, interpretó a Harriet en la serie dramática de televisión australiana Hiding, transmitida por el canal ABC y en 2016 apareció como estrella invitada en la tercera temporada de Mako Mermaids serie spin-off de H2O: Just Add Water donde repitió nuevamente el papel de Rikki Chadwick.
El 19 de abril de 2018 se unió al elenco recurrente de la serie australiana Home and Away donde interpretó a Ebony Harding, una joven que busca vengarse de varios residentes de la bahía por la muerte de su hermano Boyd Easton, hasta el 1 de agosto del mismo año luego de que su personaje fuera arrestado por sus crímenes.
En 2020, apareció en la serie de suspenso y drama The Secrets She Keeps con Laura Carmichael y Jessica De Gouw .

## Filmografía

### Series de televisión
| Series de televisión | Series de televisión       | Series de televisión | Series de televisión |
| Año                  | Título                     | Personaje            | Notas                |
| -------------------- | -------------------------- | -------------------- | -------------------- |
| 2003                 | Ballistic Sessions         | Amanda               | Cortometraje         |
| 2005                 | Strictly Dancing           | Ella misma           | Episodio: "Heat 12"  |
| 2006 - 2010          | H2O: Just Add Water        | Rikki Chadwick       | 78 episodios         |
| 2007                 | Stupid Stupid Man          | Mindy                | 1 episodio           |
| 2008                 | Blue Water High            | Bridget Sánchez      | 25 episodios         |
| 2010                 | The Future Machine         | Katie Hill           | 4 episodios          |
| 2010                 | The Pacific                | Phyllis              | 1 episodio           |
| 2010                 | Bait 3D                    |                      | Película             |
| 2010 - 2013          | Dance Academy              | Isabelle             | 9 episodios          |
| 2012                 | Howzat! Kerry Packer's War | Delvene Delaney      | 2 episodios          |
| 2014                 | Friendly Advice            | Faith                | 2 episodios          |
| 2015                 | Hiding                     | Harriet              | 4 episodios          |
| 2016                 | Mako Mermaids              | Rikki Chadwick       | 2 episodios          |
| 2017                 | Designated Survivor        | Peyton Lane          | 3 episodios          |
| 2018                 | Adopted                    | Jessica              | 2 episodios          |
| 2018                 | Home and Away              | Ebonny Easton        | 20 episodios         |
| 2020                 | The Secrets She Keeps      | Gracia               | 6 episodios          |

### Películas
| Películas | Películas                  | Películas      | Películas              |
| Año       | Título                     | Personaje      | Notas                  |
| --------- | -------------------------- | -------------- | ---------------------- |
| 2009      | A Model Daughter           | Caroline Byrne | Película de televisión |
| 2009      | At the Tattooist           | Alex           | Cortometraje           |
| 2011      | Blood Brothers             | Ellie Carter   | Película de televisión |
| 2012      | Bait                       | Heather        | Papel principal        |
| 2012      | Quietus                    | Val            | Cortometraje           |
| 2016      | How'd I Get in This Field? | Ashley         | Cortometraje           |